# Dwaj żołnierze
Dwaj żołnierze (oryg. Два бойца) – radziecki film wojenny z 1943 roku w reżyserii Leonida Łukowa na podstawie powieści Lwa Sławina pt. Moi ziemliaki z 1942 roku.

## Opis fabuły
II wojna światowa na Froncie Leningradzkim. Jesienią 1941 roku w obronie Leningradu bierze udział w szeregach Armii Czerwonej dwóch przyjaciół – Arkadij i Aleksandr (Sasza). Arkadij jest elokwentny i tryska poczuciem humoru, Sasza nieco ociężały intelektualnie i jowialny. Obydwaj dzielnie walczą z wrogiem, jednak pewnego dnia dochodzi między nimi do zatargu – Arkadij, obdarzony ciętym dowcipem, zaczyna przy kolegach kpić z Saszy i jego dopiero co poznanej dziewczyny Tasi. Sasza obraża się do żywego. Zanim obydwaj przyjaciele zdążą się pogodzić, po kolejnym starciu z wrogiem ciężko ranny Sasza trafia do szpitala. Odwiedza go Arkadij, który ma szczerą wolę przeproszenia przyjaciela, jednak ten odmawia widzenia się z nim. 
W tym samym czasie Tasia zaczyna otrzymywać pełne miłosnych wyznań listy z frontu podpisane przez Saszę oraz (co szczególnie ważne) paczki żywnościowe. Przychodzą one przez całą ciężką dla mieszkańców Leningradu zimę roku 1941-1942. Tasia zakochuje się w Saszy. Pewnego dnia, stojąc w kolejce po chleb, spotyka Saszę. Pełna uczucia wobec niego, jest zaskoczona jego powściągliwością – Sasza nic nie wie o listach i paczkach. Bez trudu domyśla się, że ich rzeczywistym autorem jest jego przyjaciel Arkadij – erudyta, który pragnął, aby pomiędzy Saszą i Tasią nawiązała się poważna znajomość. Wyznając Tasi, że wszystko, co napisane jest w listach, to jednak prawda, spieszy odnaleźć przyjaciela. W tym samym czasie Arkadij tkwi samotnie na wysuniętym posterunku, odpierając kolejne ataki przeciwnika. Sasza próbuje się do niego przedrzeć, jednak kiedy mu się to wreszcie udaje, natrafia na nieprzytomnego przyjaciela. Przekonany, że Arkadij nie żyje, szczerze go opłakuje, gdy ten, cały i zdrowy, nagle odzyskuje przytomność.

## Obsada aktorska
- Mark Bernes – Arkadij
- Boris Andriejew – Sasza
- Wiera Szerszeniewa – Tasia
- Ławrientij Masocha – Okulita
- Iwan Kuzniecow – Gałanin
- Janina Żejmo – pielęgniarka
- Maksim Sztrauch – profesor
- Stiepan Kryłow – mjr Rudoj

i inni.

## O filmie
Prosta, zrozumiała i ujmująca oraz przesączona humorem fabuła przesądziła o powodzeniu filmu. Został dobrze przyjęty przez widzów oraz krytyków (chociaż ci drudzy zarzucali mu naiwność w ukazaniu wojny, np. Niemcy atakujący bezładną gromadą i kładący się pokotem od pierwszej serii radzieckiego ckm-u).
Niewątpliwą gwiazdą filmu był Mark Bernes – znany radziecki pieśniarz, który w filmie zaśpiewał piosenkę pt. Ciemna dziś noc' (pol. Ciemna jest noc). Utwór ten szybko stał się szlagierem w ZSRR i jest obecnie uznawany za jeden z najpopularniejszych powstałych w okresie wielkiej wojny ojczyźnianej. Na atrakcyjności swej nie stracił również po wojnie i miało go lub ma i obecnie w swoim repertuarze wielu wykonawców i zespołów (głównie rosyjskich). Są to m.in.: śpiewacy operowi – Iwan Kozłowski, Muslim Magomajew, Dmitrij Chworostowski; aktorka Ludmiła Gurczenko; piosenkarze  – Josif Kobzon, Dima Biłan, Natalia O’Shea, Zemfira; pieśniarz Ivan Rebroff; grupa rockowa Bi-2; raper Noize MC. W Polsce piosenkę - w tłumaczeniu Juliana Tuwima - wykonywała Wiera Gran. Jednak to właśnie interpretacja Bernesa z filmu Dwaj żołnierze, wydawana na płytach w ZSRR aż pięciokrotnie (w 1943, 1954, dwukrotnie w 1958 i w 1967), uznawana jest dziś za klasyczną.